# نقد سنتی
نقد سنتی نوعی نقد ادبی است که در آن به خلاف نقد مدرن به کاربرد ادبیات و هدف آن بیش از خود ادبیات می‌پردازد. افلاطون از نخستین منتقدان سنتی محسوب می‌شود.

## آرای منتقدان سنتی
منتقدان سنتی بیش از هر چیز در متون ادبی به دنبال چنین مواردی هستند:
- تاریخ دوره نویسنده و شاعر که باید در تاریخ ادبیات آن را جست
- زندگی خصوصی شاعر و نویسنده یعنی آیا وی همسر داشته یا خیر؟ پدر وی که بوده و بر وی چه تأثیری داشته؟ آیا نویسنده انحرافات اخلاقی داشته یا خیر؟
- مذهب شاعر و نویسنده
- مرام فلسفی وی
- هدف نویسنده از خلق اثر

## نقد سنتی در ایران
ناصر خسرو از جمله شاعرانی است که در آثار خود آغازگر نوعی نقد سنتی بوده‌است. او هر نوع ادبیاتی را که موافق مرام سیاسی او نباشد مردود می‌داند. از جمله منتقدان سنتی در دوران معاصر می‌توان به بهاءالدین خرمشاهی اشاره کرد که حافظ نامه وی در حقیقت نقدی است سنتی بر دیوان حافظ.